# Lokomotiv Nizjni Novgorod
Lokomotiv Nizjni Novgorod (Russisch: ФК Локомотив-НН, FK Lokomotiv-NN) was een Russische voetbalclub uit de stad Nizjni Novgorod.
De club werd in 1916 opgericht als Nizjni Novgorod en nam in de loop van de geschiedenis verschillende namen aan: Tsjervonka (1918-1922), Spartak (1923-1930), Tyaga (1931), Zjeleznodorozjniki Gorki (1932-1935). De stadsnaam Nizjni Novgorod werd in 1932 in Gorki veranderd. In 1936 werd dan de naam Lokomotiv Gorki aangenomen, in 1991 werd het dan Lokomotiv Nizjni Novgorod, toen de naamsverandering van de stad ongedaan gemaakt werd.
Lokomotiv was vooral bekend voor zijn voetbalschool en speelde niet in de Sovjet-competitie tot 1987, twee jaar later promoveerde de club naar de tweede klasse. Na de verbrokkeling van de Sovjet-Unie werd de club opgenomen in de Premjer-Liga van Rusland. In het eerste seizoen was de competitie verdeeld in twee poules van tien clubs. Lokomotiv werd derde in poule B en plaatste zich voor ze eindronde, waar uiteindelijk de zesde plaats behaald werd. In 1994 en 1996 werd de club achtste. Na seizoen 1997 degradeerde de club, dat jaar werd wel nog de halve finale van de Intertoto bereikt.
Na één seizoen kon de club al terugkeren bij de elite en speelde daar nog twee jaar. In 2001 werd de club laatste en degradeerde ook uit de tweede klasse. Er vond een reorganisatie plaats en speelde het volgende seizoen in de amateurliga. Daar werd meteen promotie afgedwongen naar de derde klasse waar de club tot 2005 speelde. In 2006 werd de club opgeheven. Als opvolger werd in 2007 FK Nizjni Novgorod opgericht.

## Lokomotiv in Europa
- Groep = groepsfase
- 1/2 = halve finale

| Seizoen | Competitie    | Ronde | Land                          | Club               | Score    |
| ------- | ------------- | ----- | ----------------------------- | ------------------ | -------- |
| 1997    | Intertoto Cup | Groep | Vlag van Slovenië             | NK Publikum Celje  | 2-1      |
|         |               | Groep | Vlag van Servië en Montenegro | Proleter Zrenjanin | 1-0      |
|         |               | Groep | Vlag van Turkije              | Antalyaspor        | 1-0      |
|         |               | Groep | Vlag van Israël               | Maccabi Haifa      | 4-0      |
|         |               | 1/2   | Vlag van Zweden               | Halmstads BK       | 0-1, 0-0 |

Zie ook Deelnemers UEFA-toernooien Rusland

## Bekende (oud-)spelers
- Viktor Zoebarev
- Moechsin Moechamadnjev